# Collegio uninominale Lazio - 06 (2017)
Il collegio elettorale uninominale Lazio - 06 è stato un collegio elettorale uninominale della Repubblica Italiana per l'elezione del Senato tra il 2017 ed il 2022.

## Territorio
Come previsto dalla legge elettorale italiana del 2017, il collegio era stato definito tramite decreto legislativo all'interno della circoscrizione Lazio.
Era formato dal territorio di tutta la provincia di Rieti e dai comuni di Affile, Agosta, Anticoli Corrado, Arcinazzo Romano, Arsoli, Bellegra, Camerata Nuova, Canterano, Capena, Capranica Prenestina, Casape, Castel Madama, Castel San Pietro Romano, Cave, Cerreto Laziale, Cervara di Roma, Ciciliano, Cineto Romano, Civitella San Paolo, Fiano Romano, Filacciano, Fonte Nuova, Genazzano, Gerano, Guidonia Montecelio, Jenne, Licenza, Mandela, Marano Equo, Marcellina, Mentana, Monteflavio, Montelibretti, Monterotondo, Montorio Romano, Moricone, Nazzano, Nerola, Olevano Romano, Palombara Sabina, Percile, Pisoniano, Poli, Ponzano Romano, Rignano Flaminio, Riofreddo, Rocca Canterano, Rocca di Cave, Rocca Santo Stefano, Roccagiovine, Roiate, Roviano, Sambuci, San Gregorio da Sassola, San Polo dei Cavalieri, San Vito Romano, Sant'Angelo Romano, Sant'Oreste, Saracinesco, Subiaco, Tivoli, Torrita Tiberina, Vallepietra, Vallinfreda, Vicovaro e Vivaro Romano nella città metropolitana di Roma Capitale.
Il collegio era parte del collegio plurinominale Lazio - 02.

## Eletti
| Elezione | Elezione | Senatore      | Partito |
| -------- | -------- | ------------- | ------- |
|          | 2018     | Umberto Fusco | Lega    |

## Dati elettorali

### XVIII legislatura
Come previsto dalla legge elettorale, 116 senatori erano eletti con sistema a maggioranza relativa in altrettanti collegi uninominali a turno unico.
| Candidati              | Candidati               | Voti    | %     | Liste                                | Voti    | %     |
| ---------------------- | ----------------------- | ------- | ----- | ------------------------------------ | ------- | ----- |
|                        | Umberto Fusco ✔️ Eletto | 104 618 | 38,08 | Lega                                 | 44 906  | 16,35 |
| Forza Italia           | Umberto Fusco ✔️ Eletto | 104 618 | 38,08 | 36 784                               | 13,39   |       |
| Fratelli d'Italia      | Umberto Fusco ✔️ Eletto | 104 618 | 38,08 | 19 784                               | 7,20    |       |
| Noi con l'Italia - UDC | Umberto Fusco ✔️ Eletto | 104 618 | 38,08 | 3 144                                | 1,14    |       |
|                        | Sonia Santarelli        | 95 383  | 34,72 | Movimento 5 Stelle                   | 95 383  | 34,72 |
|                        | Carlo Lucherini         | 52 712  | 19,19 | Partito Democratico                  | 45 290  | 16,49 |
| +Europa                | Carlo Lucherini         | 52 712  | 19,19 | 4 361                                | 1,59    |       |
| Italia Europa Insieme  | Carlo Lucherini         | 52 712  | 19,19 | 1 564                                | 0,57    |       |
| Civica Popolare        | Carlo Lucherini         | 52 712  | 19,19 | 1 497                                | 0,54    |       |
|                        | Roberto Giorgi          | 8 252   | 3,00  | Liberi e Uguali                      | 8 252   | 3,00  |
|                        | Alessandro Calvo        | 4 789   | 1,74  | CasaPound                            | 4 789   | 1,74  |
|                        | Maria Carmela Silipo    | 3 338   | 1,22  | Potere al Popolo!                    | 3 338   | 1,22  |
|                        | Massimo Pedretti        | 1 819   | 0,66  | Partito Comunista                    | 1 819   | 0,66  |
|                        | Giuseppe Mancuso        | 1 344   | 0,49  | Italia agli Italiani                 | 1 344   | 0,49  |
|                        | Tiziana Sestan          | 1 140   | 0,41  | Il Popolo della Famiglia             | 1 140   | 0,41  |
|                        | Maria Adelaide Guarisco | 542     | 0,20  | Democrazia Cristiana                 | 542     | 0,20  |
|                        | Alessio Vittori         | 386     | 0,14  | Per una Sinistra Rivoluzionaria      | 386     | 0,14  |
|                        | Claudio Carboni         | 204     | 0,07  | PRI - ALA                            | 204     | 0,07  |
|                        | Lucia Tarenghi          | 189     | 0,07  | Lista del Popolo per la Costituzione | 189     | 0,07  |
| Totale                 | Totale                  | 274 716 | 100   |                                      | 274 716 | 100   |
|                        |                         |         |       |                                      |         |       |
| Voti non validi        | Voti non validi         | 10 214  | 3,58  |                                      |         |       |
| Votanti                | Votanti                 | 284 930 | 73,59 |                                      |         |       |
| Elettori               | Elettori                | 387 201 |       |                                      |         |       |